# Даштикозы
Даштикозы (тадж. Дашти Қозӣ) — село в Пенджикентском районе Согдийской области Таджикистана.
Административно входит в состав джамоата Ёри.
Посёлок расположился у устья реки Кштут и в 70-х годах XIX века, Фальгарское бекство, занимало территорию от посёлка и уходила вверх по течению Зеравшана до села Оббурдон.
Климат в посёлке как и у тех сёл, что расположились в низовьях реки Кштут — жаркий.
Численность населения — 1671 чел (2011). Население села, в основном занимается выращиванием табака и пшеницы, а также садоводством (абрикосы, яблоки, виноград и другие фрукты).